# Cuveglio
Cuveglio – miejscowość i gmina we Włoszech, w regionie Lombardia, w prowincji Varese.
Według danych na rok 2004 gminę zamieszkiwało 3021 osób, 431,6 os./km².